# Transformers: De besegrades hämnd
Transformers: De besegrades hämnd (engelska: Transformers: Revenge of the Fallen) eller Transformers 2 är en amerikansk science fiction-/actionfilm som hade biopremiär i USA den 24 juni 2009. Filmen är uppföljaren till Transformers (2007). Michael Bay och Steven Spielberg återvänder som regissör respektive producent medan Shia LaBeouf återtar rollen som Sam Witwicky – människan som dras in i kriget mellan Autobots och Decepticons. Filmen introducerar många fler robotar och utspelar sig i flera länder, framförallt Egypten.

## Handling
Slaget om jorden är vunnet, men slaget om universum har bara börjat. Starscream (Charlie Adler) tog till flykten när Megatron (Hugo Weaving) besegrades och återvände till Cybertron och utser sig själv till ny ledare över Decepticons. Hans kall är att återvända till jorden och besegra de allierade, människor och Autobots.
Samtidigt på jorden har Autobots funnit ett nytt hem och en tro på fred då informationen om att Megatrons kropp blivit stulen från den amerikanska militären då han återupplivades av en skärva från Kuben som Ravage hade stulit från militärorganisationen NEST. Med ny styrka söker Megatron hämnd, planerad av Megatrons mästare Fallen (Tony Todd), tillsammans med Starscream och förstärkningar från Decepticons. Autobots mobiliserar sina egna nyförvärv till motangrepp.

## Rollista (i urval)
- Shia LaBeouf - Sam Witwicky
- Megan Fox - Mikaela Banes
- Josh Duhamel - Major William Lennox
- Tyrese Gibson - USAF sergeant Robert Epps
- Kevin Dunn - Ron Witwicky
- Julie White - Judy Witwicky
- Ramon Rodriguez - Leo Spitz
- John Benjamin Hickey - Theodore Galloway
- John Turturro - Seymour Simmons
- Peter Cullen - Optimus Prime
- Mark Ryan - Jetfire
- Reno Wilson - Mudflap (röd tvilling)
- Tom Kenny - Wheelie/Skids (grön tvilling)
- Jess Harnell - Ironhide
- Robert Foxworth - Ratchet
- André Sogliuzzo - Sideswipe
- Grey DeLisle - Arcee
- Hugo Weaving - Megatron
- Tony Todd - Fallen
- Charlie Adler - Starscream
- Frank Welker - Soundwave/Devastator/Reedman/Grindor
- Calvin Wimmer - Demolishor
- John DiCrosta - Doktor
- Michael York - Prime #1
- Kevin Michael Richardson - Prime #2/Rampage
- Robin Atkin Downes - Prime #3
- Isabel Lucas - Alice/Pretender
- Glenn Morshower - USMC general Morshower
- Matthew Marsden - Graham
- Rainn Wilson - Professor R. A. Colan